# توفند آیک

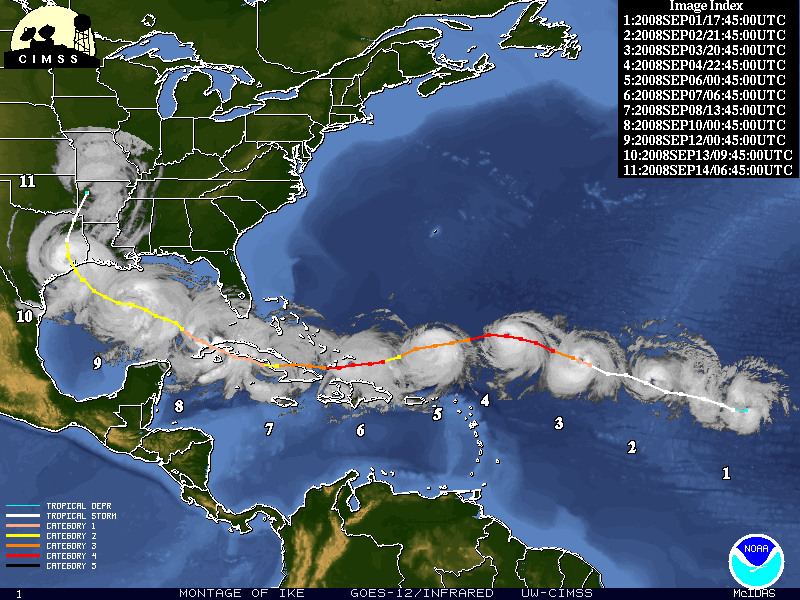
توفند آیک، از تولد در اقیانوس اطلس تا مرگ در ایالات جنوبی آمریکا

توفند آیک (به انگلیسی: Hurricane Ike) از لحاظ زمانی پنجمین توفند بزرگ سال ۲۰۰۸ بود، و یکی از فاجعه‌بارترین بلایای طبیعی در ایالات متحده آمریکا و تگزاس بوده است.
این توفند که در سال ۲۰۰۸ میلادی رخ داد بخشی از کرانه‌های شهر گلوستون و نیز بومانت، هیوستون در ایالت تگزاس را درهم نوردید و به ویرانی کشانید.
توفند آیک از لحاظ مقیاس و اندازه، از توفند کاترینا بزرگتر بود، اما بدلیل تدارکات وسیع سازمانهای محلی و ایالتی، تلفات جانی گسترده‌ای را (بر خلاف توفند کاترینا) ببار نیاورد.

## وب‌گاه
- نگارخانه عکس